# روبرت نيفيل (صحفي)
روبرت نيفيل (بالإنجليزية: Robert Neville)‏ هو صحفي أمريكي، ولد في 12 مايو 1905 في مقاطعة كريغ في الولايات المتحدة، وتوفي في 17 فبراير 1970 في روما في إيطاليا.